# مؤسسه پژوهش تلفیقی سرطان دیوید اچ. کوک
مؤسسه پژوهش تلفیقی سرطان دیوید اچ. کوک (انگلیسی: David H. Koch Institute for Integrative Cancer Research) یا انستیتو کوک یک مؤسسه پژوهشی سرطان‌شناسی وابسته به مؤسسه فناوری ماساچوست (MIT) است که در کمبریج واقع در ایالت ماساچوست آمریکا واقع شده‌است. این مؤسسه یکی از هشت مرکز پژوهشی معین شده به عنوان مؤسسه ملی سرطان در آمریکا است.
مؤسسه با اهدای ۱۰۰ میلیون دلار از سوی دیوید اچ. کوک بنیان نهاده شد و ۱۸۰٬۰۰۰ فوت مربع (۱۷٬۰۰۰ متر مربع) فضای تحقیقاتی در دسامبر ۲۰۱۰ با جایگزینی مرکز پژوهش سرطان ام آی تی شروع به کار کرد. مؤسسه با ۲۵ عضو هیئت علمی مدارس مهندسی و علوم ام آی تی همکاری دارد.
هم اکنون با دو برندهٔ جایزهٔ نوبل، پانزده عضو آکادمی ملی علوم، یک عضو آکادمی ملی مهندسی، شش برندهٔ نشان ملی علوم، پنج پژوهشگر مؤسسه پزشکی هاورد هیوز و یک دریافت کننده فلوشیپ بنیاد مکارتور از جمله هیئت علمی وابسته به مؤسسه هستند.